# Batman: Arkham Asylum
A Batman: Arkham Asylum egy akciójáték, melynek főszereplője a DC Comics népszerű képregényhőse, Batman. A játék 2009 augusztusában jelent meg PlayStation 3 és Xbox 360 platformokra, szeptemberben pedig a Microsoft Windows átirat is elkészült. A játékot egy korábban kevésbé ismert cég, a Rocksteady Studios fejlesztette, a kiadói feladatokat pedig az Eidos Interactive és Warner Bros. Interactive Entertainment közösen látta el. A Mac OS X változat fejlesztéséért a Feral Interactive felelt és 2011 novemberében jelent meg.

## Történet és játékmenet
Az Arkham Asylum történetét Paul Dini írta, aki már korábban is számos Batmanhez kapcsolódó történetet alkotott. A játék az Arkham Elmegyógyintézetben játszódik, ahol a szálakat Batman legfőbb ellensége, Joker irányítja a háttérből, de rajta kívül is számos bűnözővel kell felvennie a harcot. A nyomozása során fény derül Joker tervére: az embereket Bane-hez hasonlóvá kívánja változtatni és ezzel a sereggel akarja Gotham városát a feje tetejére állítani. A szereplőknek több ismert amerikai színész kölcsönözte hangját, mint Mark Hamill (Joker), Kevin Conroy (Batman) vagy Arleen Sorkin (Harley Quinn). A játék külső nézetet alkalmaz, a harc mellett pedig a főhős lopakodási képességeire is szükség lesz, amiben számos segédeszköz lesz a segítségére.

## Fogadtatás
A játék általánosan magas értékelésekkel büszkélkedhet, a PC-s változata a Metacritic oldalán 91 ponton áll, a PS3 verziója szintén, Xbox 360-as verziója pedig 92 ponton. A játék 2009-ben bekerült a Guinness Rekordok Könyvébe mint a „Legsikeresebb szuperhősös videójáték”, ezen felül számos „Év játéka” díjat begyűjtött. A folytatást Batman: Arkham City címmel 2009-ben, a Spike Video Game Awards díjátadó keretein belül jelentették be és végül 2011 őszén adták ki. Az Arkham Asylum Év játéka kiadása (Game of the Year) 2010 májusában jelent meg és négy új pálya mellett egy speciális 3D-s szemüveget (TriOviz) mellékeltek hozzá.